# Jakob Heinrich von Flemming
Jakob Heinrich von Flemming (3. marts 1667 – 30. april 1728) var en kursachsisk feltherre og diplomat.
von Flemming deltog i Vilhelm af Oraniens tog til England 1688 og trådte 1693 i kursachsisk tjeneste, hvor han som en snedig og intrigant politiker med megen iver og uden at være nøjeseende i valget af sine midler virkede for August den Stærkes valg til polsk konge (1697). von Flemming spillede stadig en meget stor rolle i kongens polske politik, indførte Patkul hos ham. Underhandlede 1699 med Danmark om et forbund mod Karl XII og gik efter at være blevet hårdt såret i Slaget ved Klissov (de) som gesandt til København 1703. Efter 1705 at være avanceret til general og 1711 til generalfeltmarskal blev han 1712 udnævnt til ledende kabinetsminister med meget stor myndighed, som han bl.a. anvendte til at samle en overordentlig stor formue. Han overtog i 1714 et større palads i Dresden der siden blev kendt som Palais Flemming-Sulkowski (de).